# Stift Břevnov

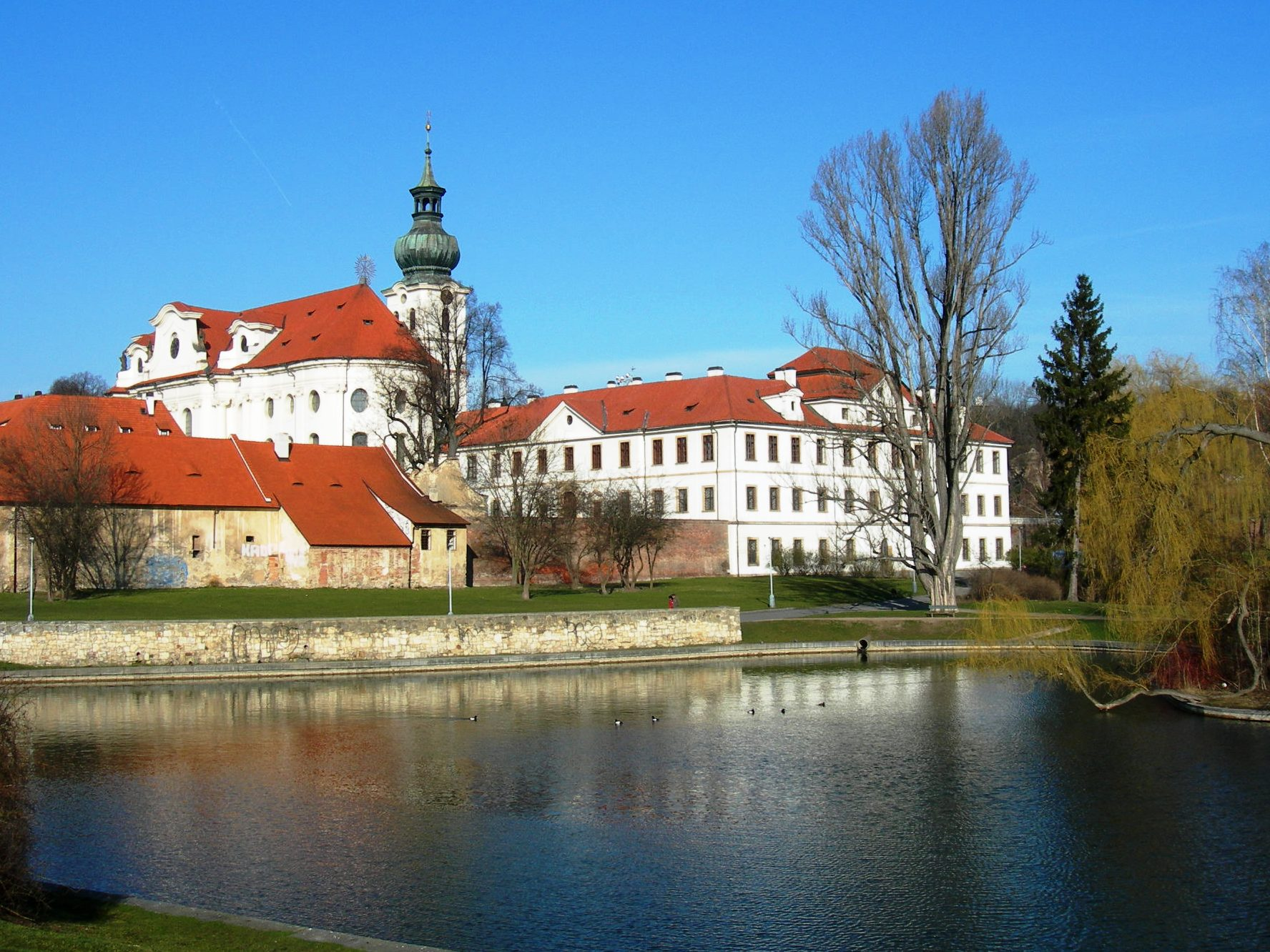
Benediktiner-Erzabtei Břevnov in Prag

Das Stift Břevnov, auch Erzabtei Břevnov (tschechisch Arciopatství sv. Vojtěcha a sv. Markéty, auch Břevnovský klášter; lateinisch Archiabbatia Breunoviensis; deutsch: Stift Breunau), ist ein den hll. Adalbert von Prag und Margareta von Antiochien geweihtes Kloster des Benediktinerordens in der Markétska ulice im Prager Stadtteil Břevnov. Es birgt die barocke Klosterkirche Basilika St. Margareta. Zusammen mit Stift Broumov (deutsch Braunau) bildet es die Doppelabtei Břevnov-Broumov.

## Geschichte
Das Stift Břevnov wurde 993 als erstes Benediktinermännerkloster auf böhmischem Gebiet vom hl. Adalbert, dem zweiten Bischof von Prag, mit Unterstützung Herzogs Boleslav II. dem Frommen bei dem im herzoglichen Besitz befindlichen Hof Břevnov gegründet. Es wurde mit Mönchen aus dem bayerischen Kloster Niederaltaich besiedelt. Die Benediktinerklöster Broumov und Politz wurden im 13. Jahrhundert von Břevnov aus gegründet. Eine Urkunde des Papstes Innozenz IV. belegt eine zugehörige Klosterbrauerei. Es ist somit die älteste belegte Bierbrauerei in Böhmen.

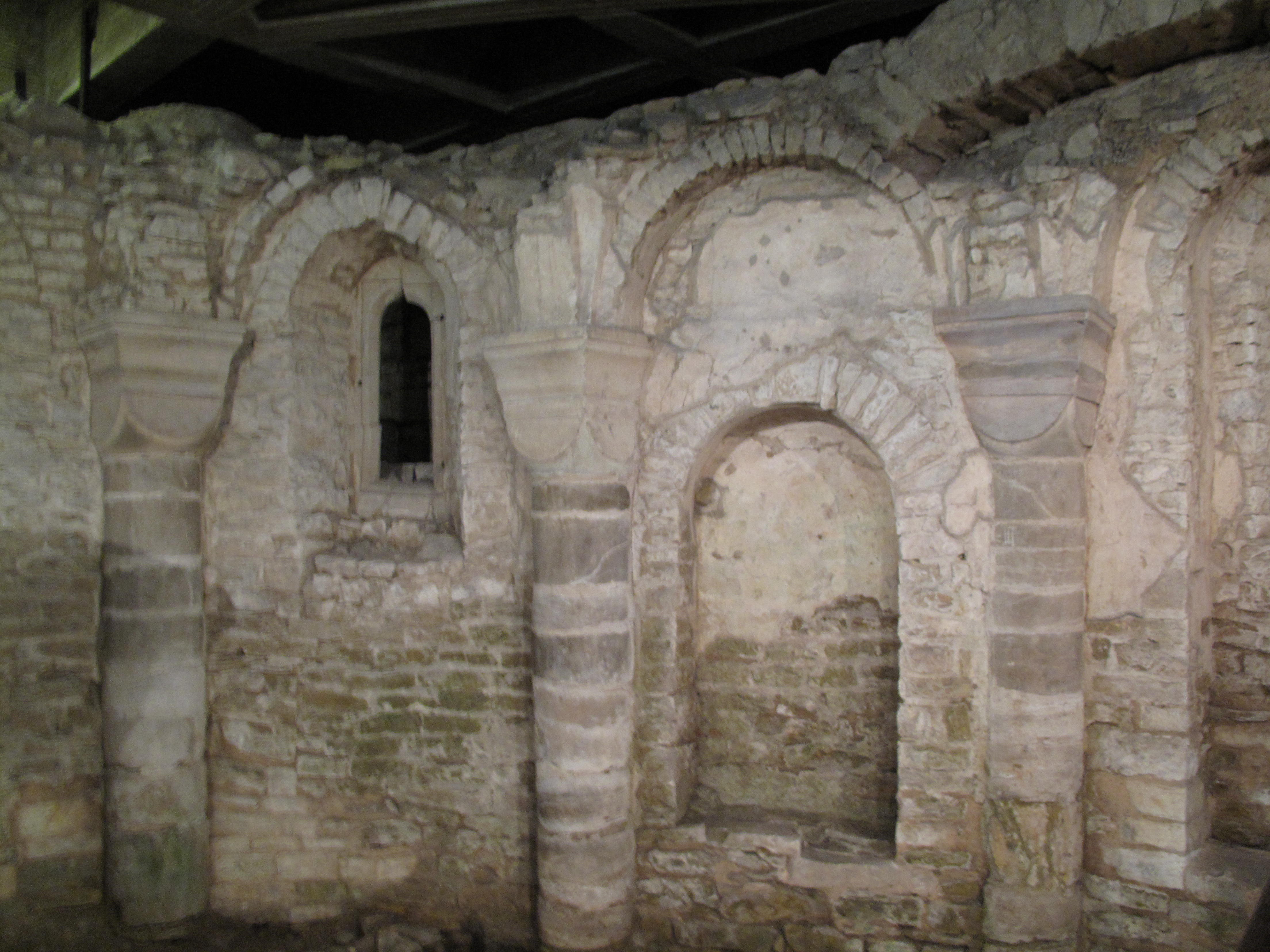
Romanische Krypta

Die erste dreischiffige romanische Krypta, deren Mauerwerk unter dem Chorraum der Klosterkirche erhalten ist, entstand im 11. Jahrhundert während der Regierungszeit des Abtes Meginhard. Im 13. Jahrhundert wurde an deren Stelle eine gotische Kirche errichtet. Nachdem in den Hussitenkriegen Kloster und Kirche zerstört worden waren, flohen Abt und Konvent 1420 in das Stift Broumov. Damit begann die Epoche des Doppelklosters Břevnov-Broumov, dessen Abt bis zum 20. Jahrhundert seinen Sitz in Břevnov hatte. 1672 erwarb das Kloster die auf halbem Wege zwischen Břevnov und Broumov gelegene Herrschaft Sloupno.

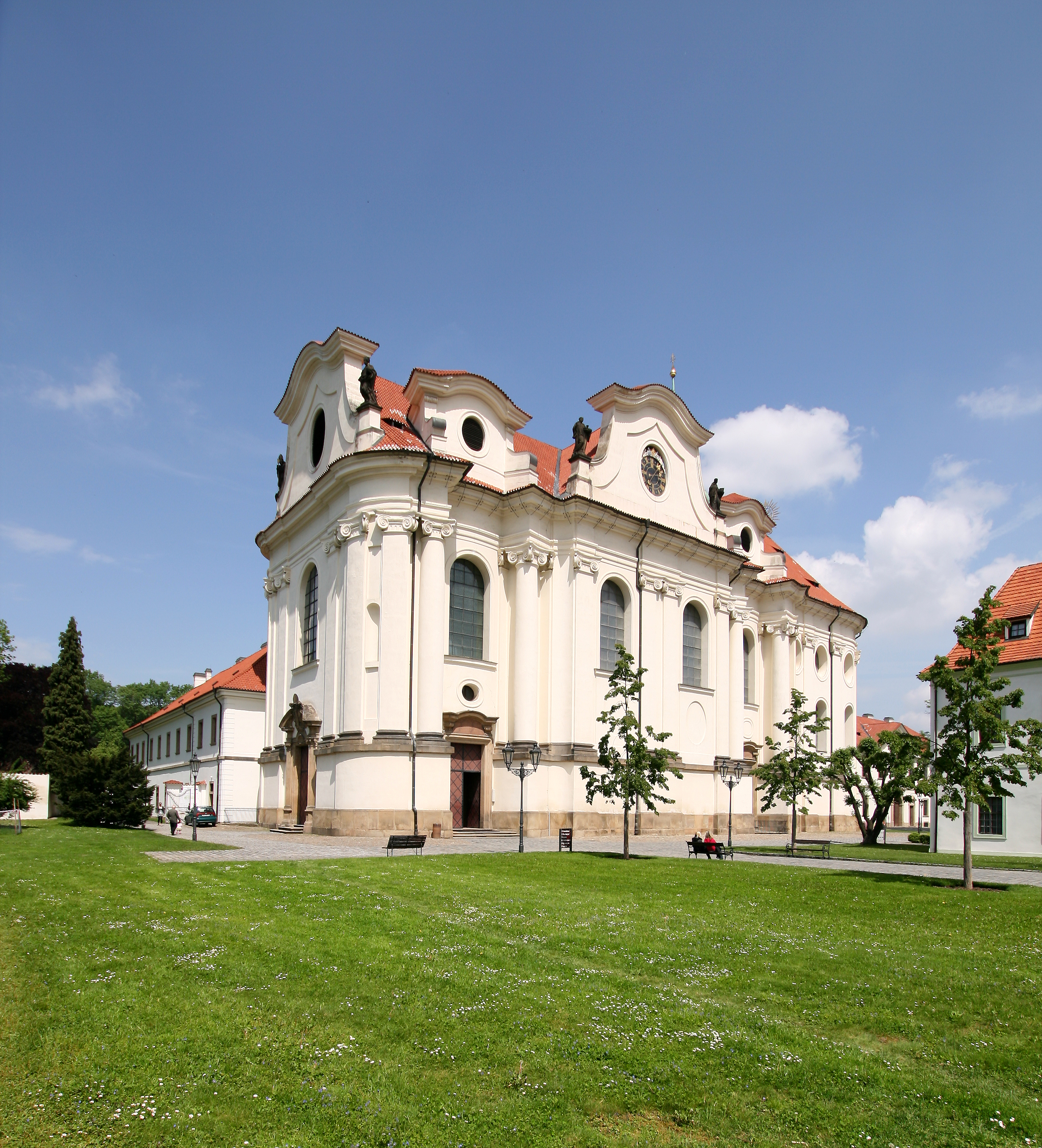
Abteikirche St. Margareta

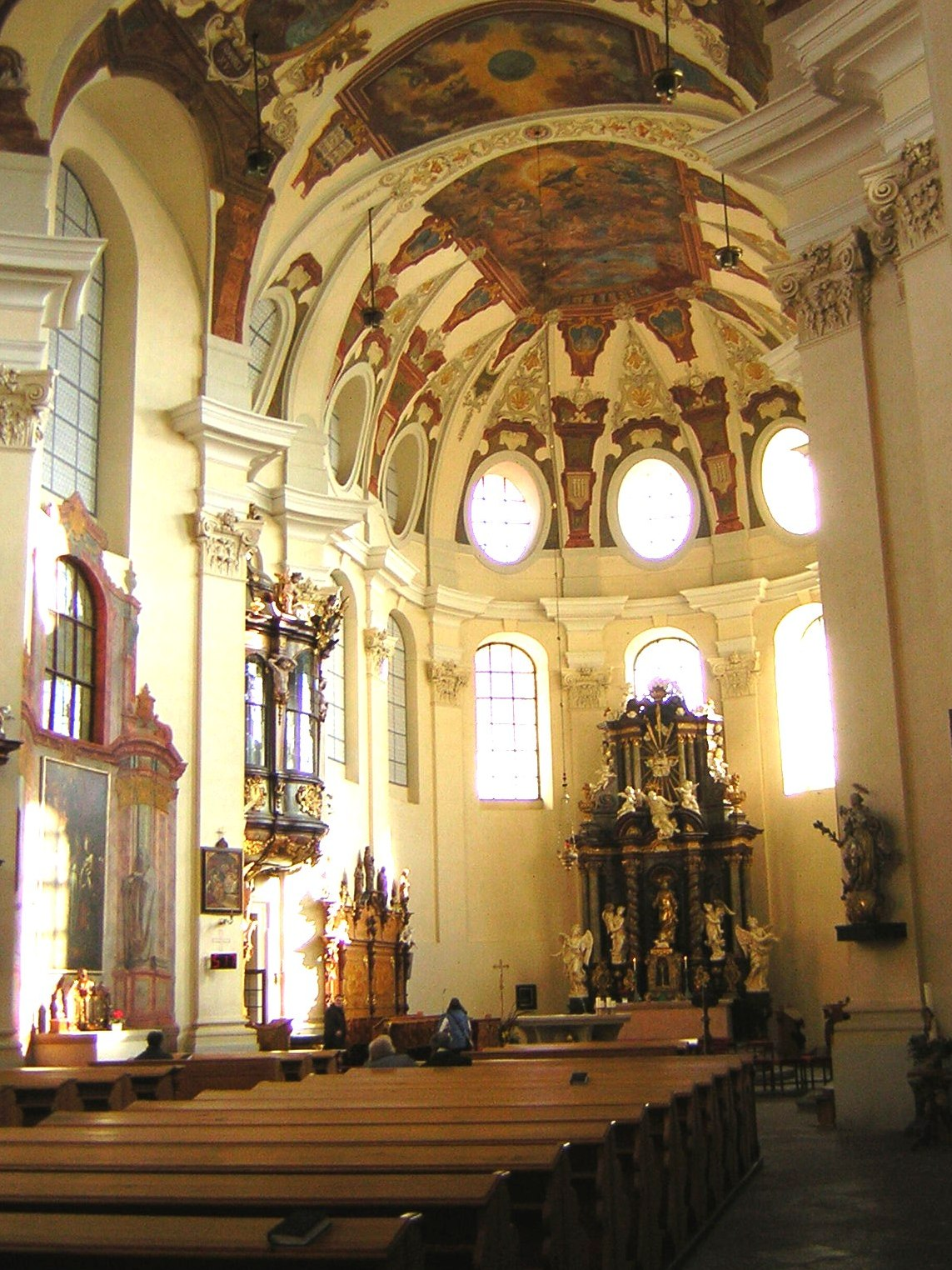
Innenraum der Basilika St. Margareta

Nach dem Dreißigjährigen Krieg wurden Klostergebäude und Klosterkirche unter Abt Thomas Sartorius († 1700) wieder aufgebaut. Die heutige, kunsthistorisch bedeutende Barockanlage entstand 1708–1740 unter Abt Othmar Daniel Zinke nach Plänen von Christoph Dientzenhofer. Die Innenraumgestaltung der Basilika St. Margareta (bazilika sv. Markéty) leitete 1708–1715 dessen Sohn Kilian Ignaz Dientzenhofer. Karl Joseph Hiernle schuf die Statuen der hll. Benedikt und des böhmischen Landesheiligen Johannes von Nepomuk, die Fassadenplastiken schuf Mathias Wenzel Jäckel. Die Altargemälde stammen von Peter Johann Brandl, die Deckenmalerei von Johann Jakob Stevens von Steinfels.
Das Deckenfresko Das Wunder des hl. Günther im Prälatensaal (Tereziánský sál) des Klosters schuf Cosmas Damian Asam. Die Stuckaturen stammen von seinem Bruder Egid Quirin Asam.
Auch im 20. Jahrhundert erlebten das Stift Břevnov und seine Mönche eine schwere Zeit. Nach der Zerschlagung der Tschechoslowakei kam es 1939 zur Trennung der beiden Stifte: die deutschen Benediktiner verblieben unter Abt Dominik in Braunau, während die tschechischen Mönche in Břevnov mit einem eigenen Klostervorsteher eine unabhängige Abtei bekamen. Im Zweiten Weltkrieg wurden die Klostergebäude von der Wehrmacht besetzt. Nach dem Februarumsturz 1948 folgte 1950 die Enteignung durch die kommunistische Regierung, obwohl die Klosterkirche 1948 durch Papst Pius XII. zur Basilica minor erhoben worden war.
Abt Anastáz Opasek wurde 1949 verhaftet und in einem Schauprozess wegen „Hochverrat und Spionage“ zu lebenslanger Haft verurteilt. Zehn Jahre später wurde er auf Bewährung freigelassen. Er wurde mit Berufsverbot belegt, arbeitete als Maurer und Lagerarbeiter und kam 1968 für kurze Zeit in sein Amt zurück. Nach der Niederschlagung des Prager Frühlings ging er von 1969 bis 1990 nach Deutschland ins Exil. In der Benediktinerabtei Braunau in Rohr in Bayern fanden er und weitere Mitbrüder für 21 Jahre Zuflucht. Das seit 1803 säkularisierte ehemalige Augustiner-Kloster im niederbayerischen Rohr war 1946 von den aus Broumov nach dem Zweiten Weltkrieg vertriebenen deutschen Benediktinern wiederbelebt worden.
→ Zur weiteren Geschichte der vertriebenen Benediktiner siehe den Eintrag Kloster Rohr (Niederbayern).

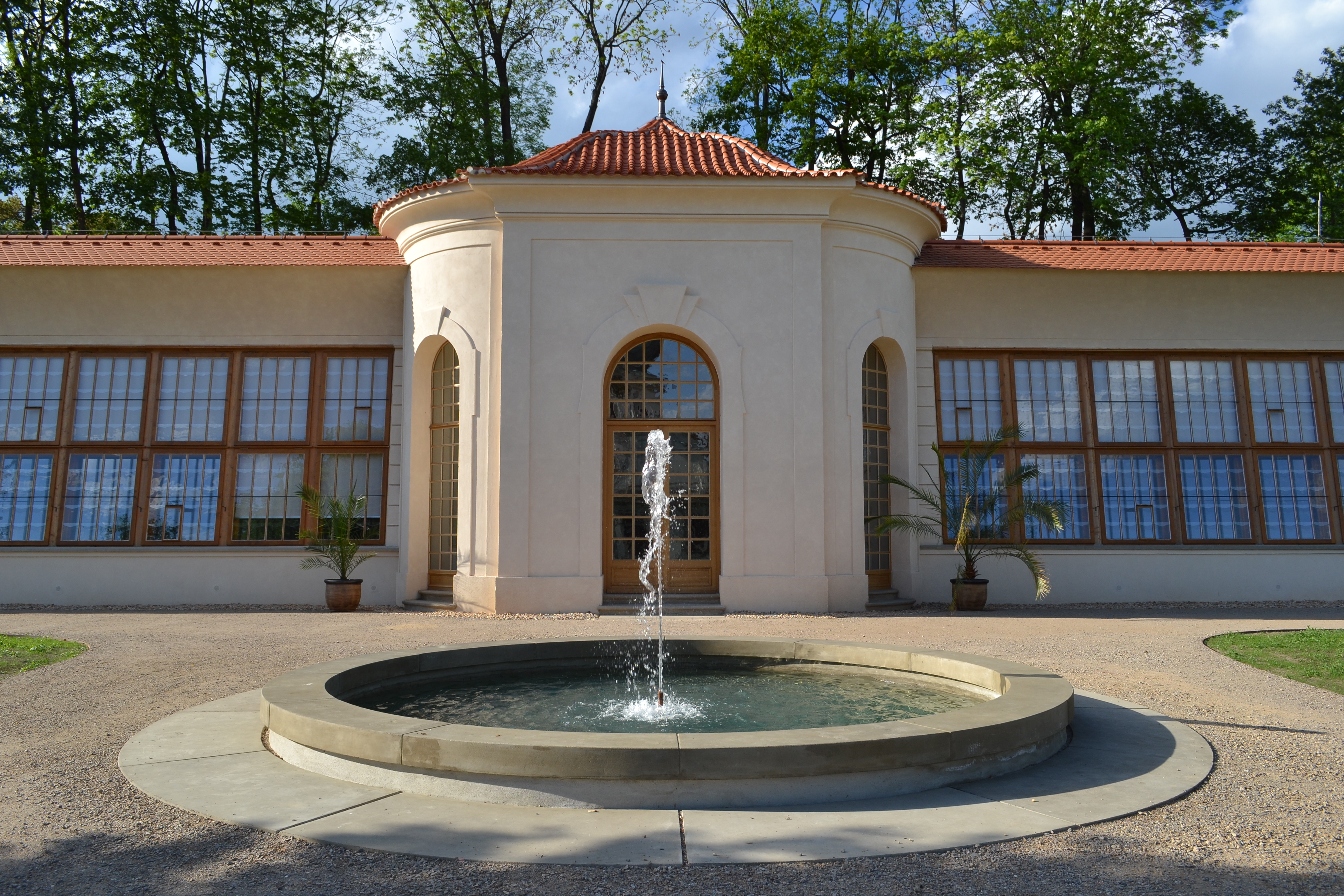
Restaurierte barocke Orangerie

Nach dem politischen Umbruch von 1989 wurden die verfallenen Klostergebäude den Benediktinern durch die Regierung der Tschechoslowakei zurückgegeben. Mit Unterstützung ausländischer Benediktinergemeinschaften und der staatlichen Behörden konnten die Bausubstanz gerettet und nachfolgend die Klosterkirche und die Klostergebäude renoviert werden. 1993 wurde das 1000-jährige Jubiläum gefeiert. Papst Johannes Paul II. erhob Stift Břevnov aus diesem Anlass zur Erzabtei und besuchte es 1997 im Rahmen einer Pastoralreise.
Die Mönche betreuen heute als Seelsorger die Pfarrgemeinde und die Wallfahrtskirche Unserer Lieben Frau vom Siege am Weißen Berg. Seit 1998 gibt die Erzabtei Werke zur frühchristlichen Spiritualität und die Reihe „Pietas Benedictina“ heraus. Letztere soll den Lesern die monastische Tradition von der Antike bis zum Mittelalter vermitteln. 2011 wurde, anknüpfend an die jahrhundertealte Tradition des Bierbrauens im Stift Břevnov, die Klosterbrauerei Břevnovský pivovar gegründet.
Am 21. November 2017 wählte der Klosterkonvent seinen langjährigen Prior-Administrator Pater Prokop Siostrzonek zum 2. Erzabt des Stiftes. Am 7. Februar 2018 ist die schon länger angestrebte Wiedervereinigung der Abteien Břevnov (Breunau) und Broumov (Braunau) durch ein Dekret der vatikanischen Ordenskongregation rechtskräftig geworden. Der Erzabt darf (wieder) den Titel Erzabt von Břevnov und Broumov führen.

## Klostervorsteher
- Meginhard (11. Jahrhundert)
- (Jan) Benno I. Falkus von Falkenberg (1621–1646)
- Alexius Hübner (1646–1652)
- Augustin Jeronim Seifert von Löwenthal (1652–1663)
- Thomas Sartorius (1663–1700)
- Othmar Daniel Zinke (1700–1738)
  - Prior um 1712: Johann Christoph Welak[6]
- Benno II. Löbel (1738–1751)
- Fridrich Grundtmann (1752–1772)
- Franz Stephan Rautenstrauch (1773–1785)
- Jakub II. Chmel (1786–1805)
- Fortunat Böhm (1805–1818)
- Placidus Beneš (1818–1844)
- Jan Nepomuk Rotter (1844–1886)
- Rupert Smolík (1886–1887)
- Bruno Čtvrtečka (1887–1922)
- Wilhelm Rudolf (1922–1926)
- Dominik Prokop (1929–1939, bis 1969 Abt des Klosters Braunau)
- Anastáz Opasek (als Prior 1938–1947, als Abt 1947–1999, ab 1993 Erzabt)
- Prokop Siostrzonek (als Prior-Administrator 1999–2017; als Erzabt seit 2017)